# Penthetor lucasi
Genre
Espèce
Statut de conservation UICN

 LC  : Préoccupation mineure
Penthetor lucasi est une espèce de chauve-souris, l'unique du genre Penthetor.

## Répartition géographique
On la trouve dans la Malaisie péninsulaire, à Bornéo, à Sumatra...

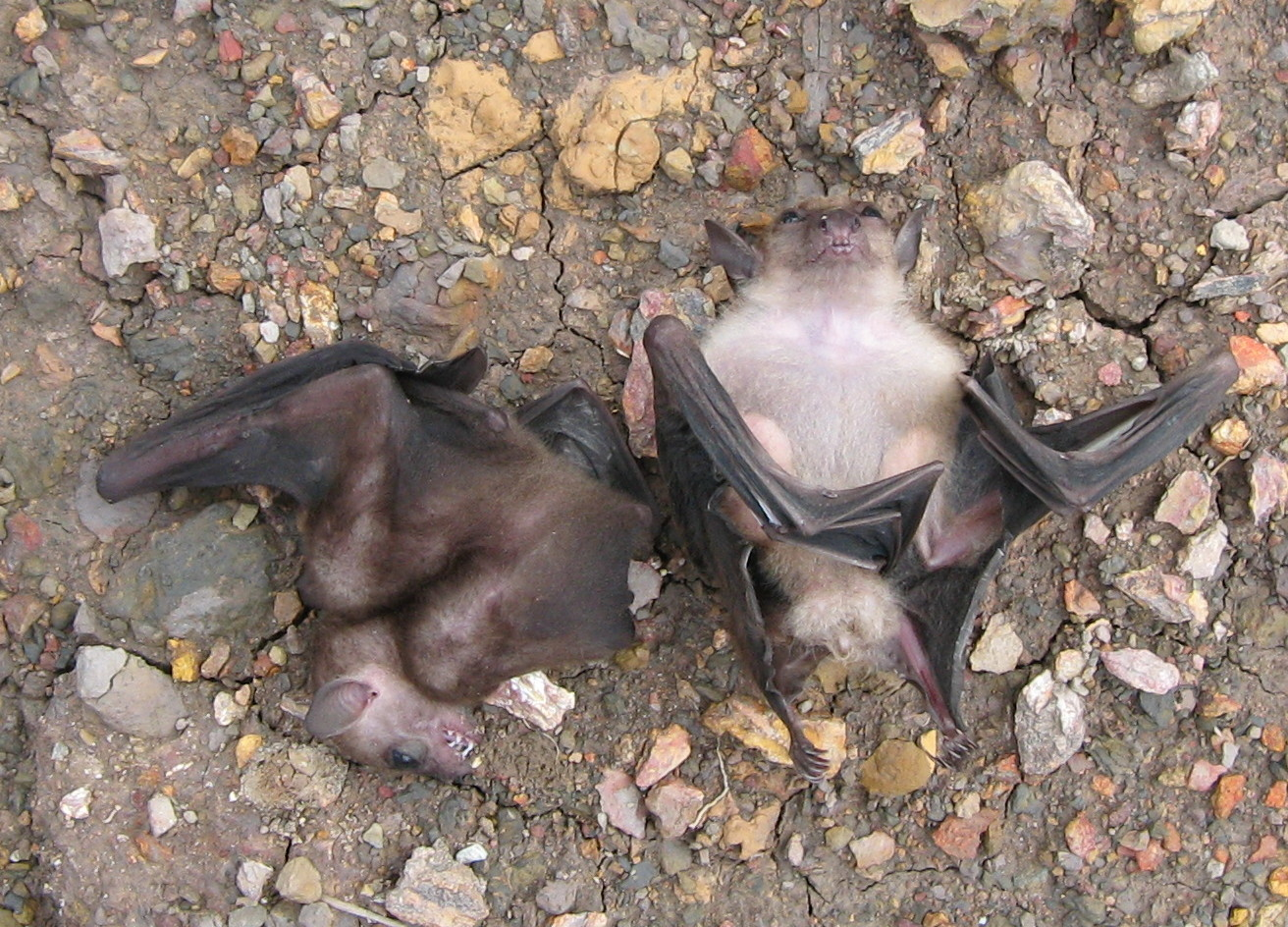
Chauves-souris fructivore Penthetor lucasi, près de la ville de Bau, Sarawak, île de Bornéo, Malaisie insulaire